# Rittergut Ermlitz

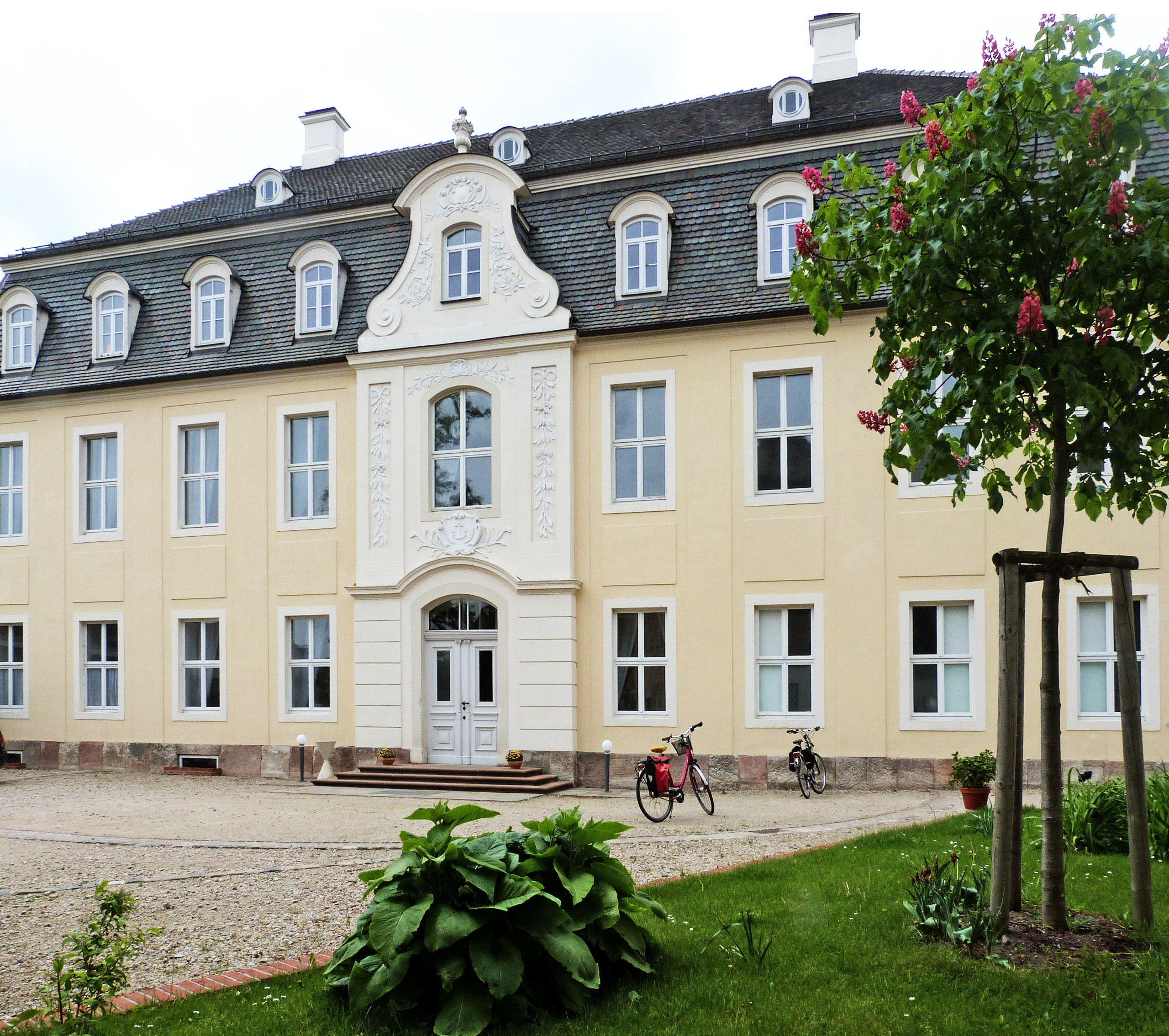
Herrenhaus

Das Rittergut Ermitz ist eine historische Gutsanlage in Ermlitz, das seit 2004 ein Ortsteil von Schkopau in Sachsen-Anhalt ist.

## Geschichte

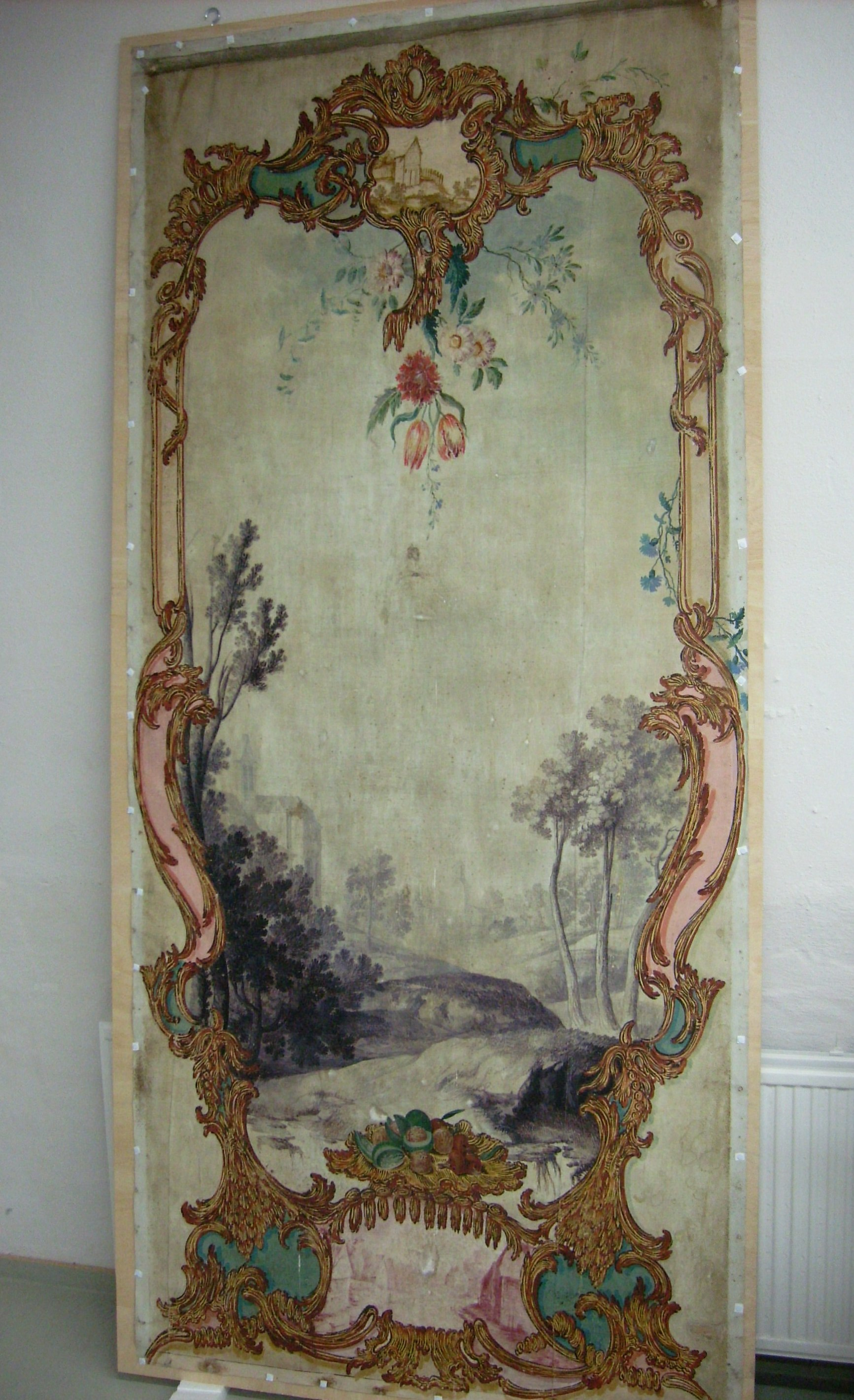
Restaurierte Gouache-Tapete

Der Ort Ermlitz wurde 1428 erstmals erwähnt und gehörte bis 1815 zum hochstiftlich-merseburgischen Amt Schkeuditz
1764 wurde das Gut unter Carl Hieronymus von Bose dem Älteren (1718–1797) grundlegend neugestaltet. Es entstand ein zweigeschossiges barockes Herrenhaus mit Mansarddach, das mit einem Park umgeben wurde.

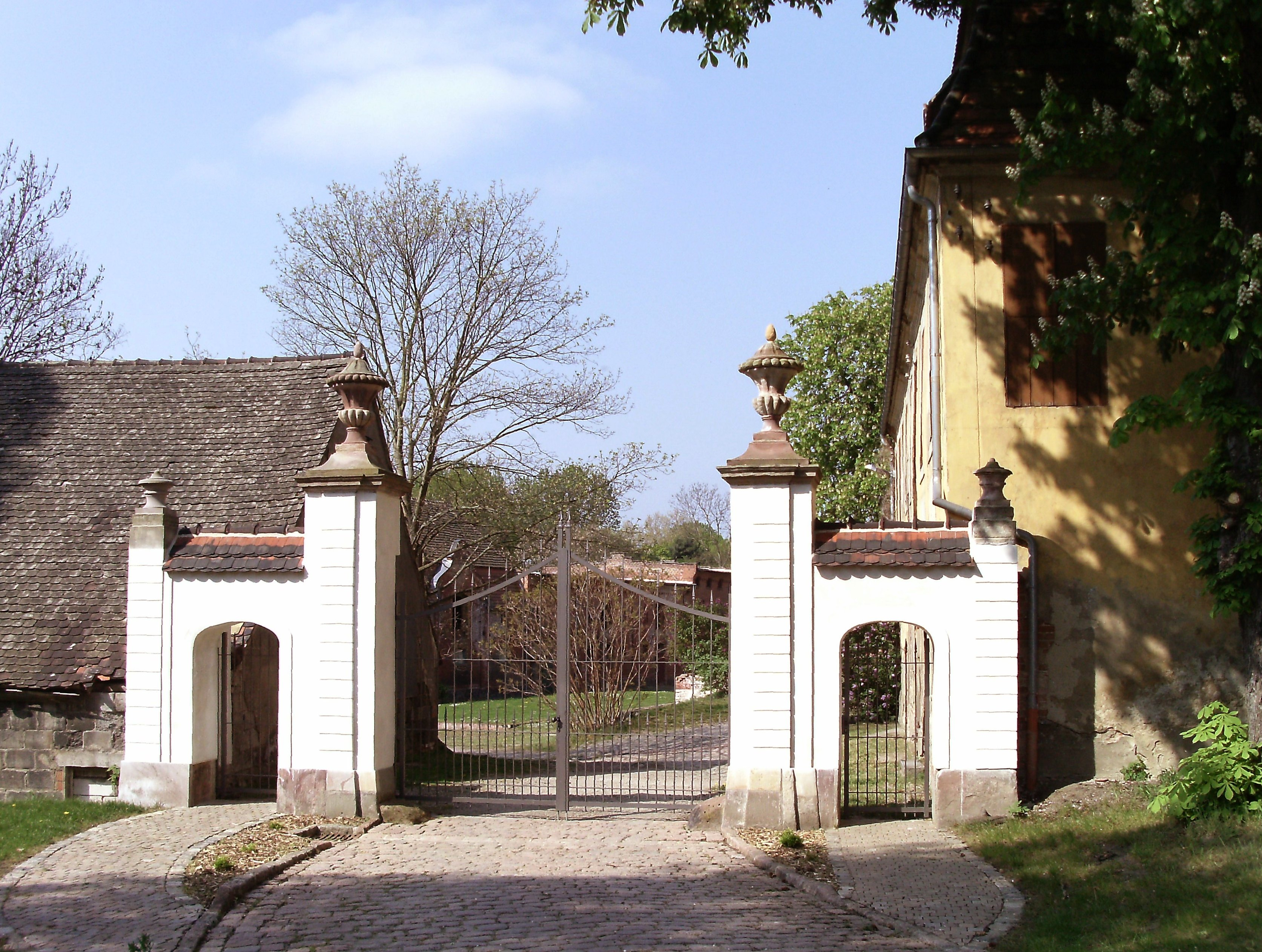
Das Gutsportal

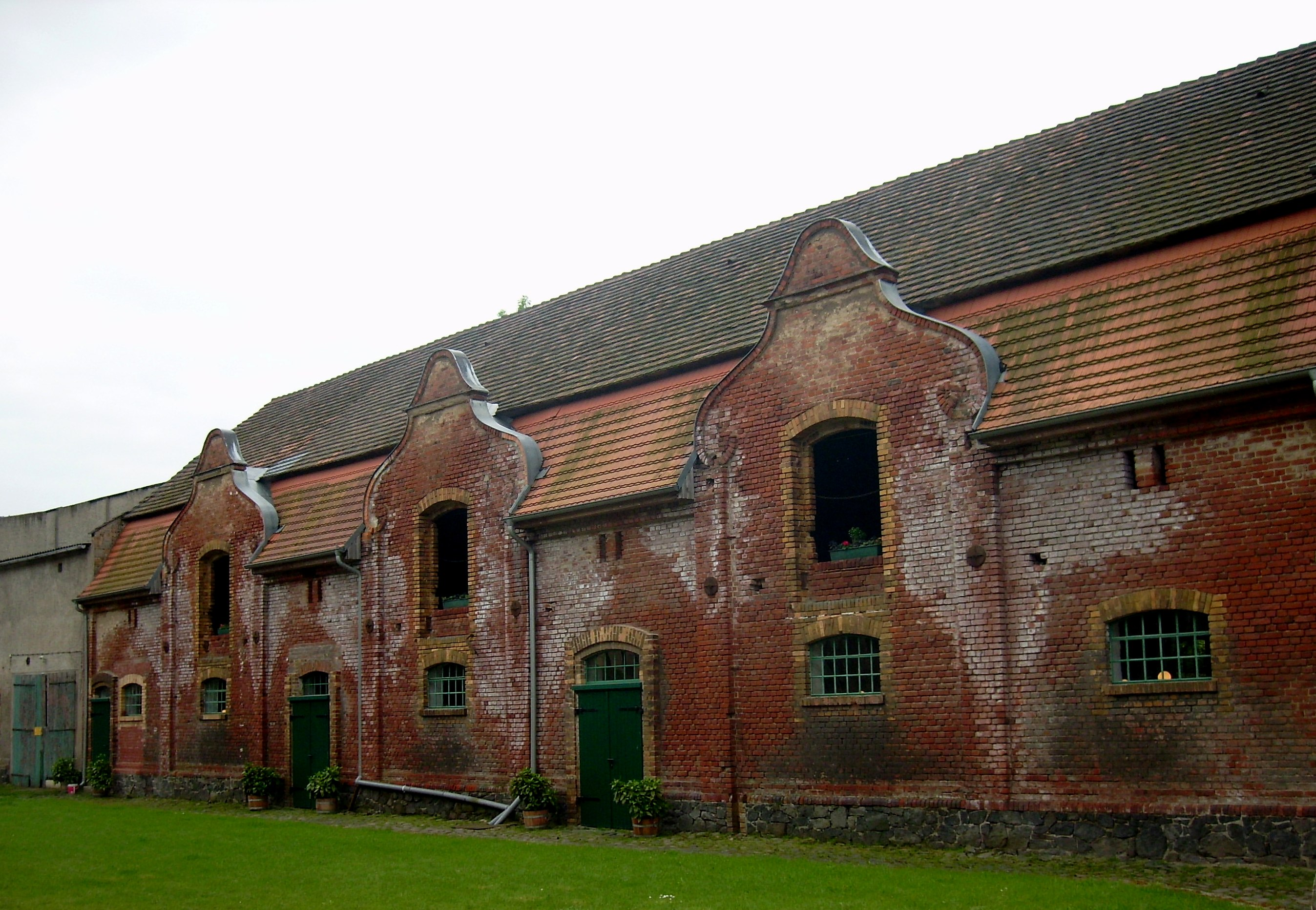
Der ehemalige Kuhstall

1771 wurde das Gut an den Leipziger Bürgermeister Heinrich Friedrich Innocentius Apel verkauft und seither auch Apel'sches Gut genannt. Sein Sohn August Apel verfasste die Novelle Der Freischütz, die dem Librettisten den Stoff für die gleichnamige Oper seines Freundes Carl Maria von Weber lieferte. Am apelschen Hammerflügel, der heute noch im Musiksalon des Herrenhauses steht, komponierte Weber die Ouvertüre zu seiner Oper. Augusts Sohn Theodor Apel war ebenfalls Schriftsteller, dieser war mit Richard Wagner befreundet, der mehrmals in Ermlitz weilte. 
Nach der Enteignung der Familie Apel im Jahre 1945 wurde 1949 das Kinderheim „Clara Zetkin“ im Gutshaus untergebracht, das 1999 in neue Räumlichkeiten umzog. Im Jahr 1998 hat der letzte Nachfahre der Familie, Gerd-Heinrich Apel, das Haus zurückerworben und begann es ab 2002 zu sanieren. Der größte Schatz des Hauses sind die in Gouache-Technik bemalten Leinwandtapeten, die – teils ausgelagert, teils überdeckt – inzwischen in der hauseigenen Werkstatt restauriert werden konnten. Mit Konzerten wird an die musikalische Vergangenheit des Gutes angeknüpft.